# Ланґар

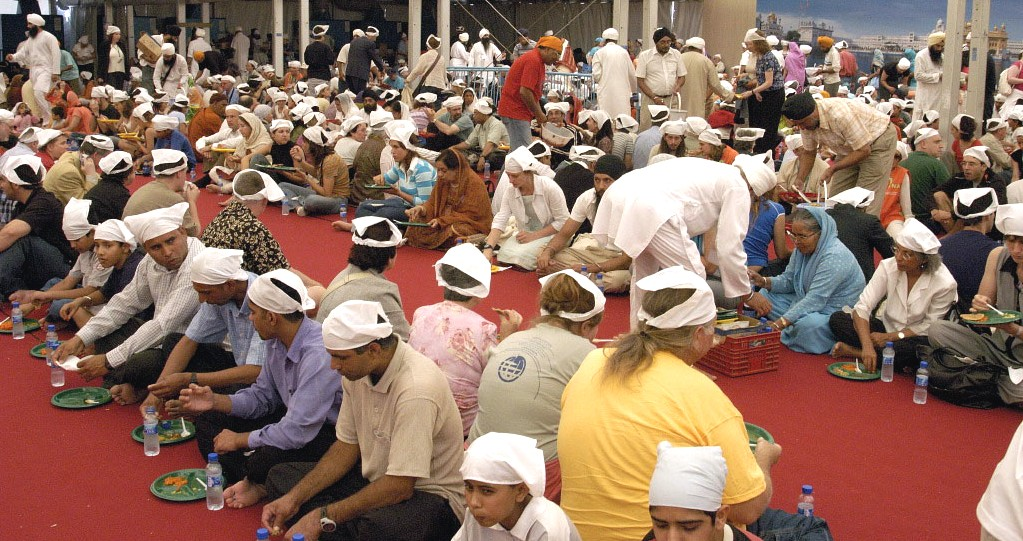
Ланґар в ґурдварі в Іспанії

Ланґар (пенджабі: ਲੰਗਰ) — безплатна, вегетаріанська їжа, що пропонується відвідувачам в сикхському молильному домі ґурдварі. Вегетаріанська їжа призначена для того, щоб її могли їсти люди всіх релігій, включно з індуїстами. Принцип ланґара в тому, щоб усі відвідувачі, незалежно від стану і віри, розділили їжу разом.
М'ясо подається тільки на свято холла-мохалла.
Приготування їжі, роздача і миття посуду здійснюється добровольцями, яких називають севадарами. У великій ґурдварі в Делі щоденно готується від 50 тис. до 70 тис. порцій.
Аналогічний звичай існує в сунізмі.